# Carmen Mosegui
Carmen Mosegui, vollständiger Name María del Carmen Mosegui, (* 1966) ist eine ehemalige uruguayische Leichtathletin.

## Karriere
Mosegui war in den Laufwettbewerben auf den Kurz- und Mittelstrecken aktiv. Bei den Juniorensüdamerikameisterschaften 1984 und 1985 war sie jeweils Zweitplatzierte über 400 Meter. Sie gehörte dem uruguayischen Aufgebot bei den Südamerikaspielen 1986 in Chile an. Dort gewann sie im 400-Meter-Lauf Bronze und holte jeweils mit der 4-mal-100-Meter-Staffel und der 4-mal-400-Meter-Staffel die Goldmedaille.
Im selben Jahr nahm sie an den Iberoamerikanischen Meisterschaften 1986 in Havanna teil. Dort wurde sie Siebte über 400 Meter, Fünfte mit der 4-mal-400-Meter-Staffel und belegte im 800-Meter-Lauf den 8. Platz. Bei den Iberoamerikanischen Meisterschaften 1988 in Mexiko erreichte sie im 200-Meter-Finale den 8. Platz. Auch bei den Iberoamerikanischen Meisterschaften 1990 in Manaus ging sie an den Start, gewann mit der 4-mal-100-Meter-Staffel und der 4-mal-400-Meter-Staffel jeweils Bronze, schied über 200 Meter im Vorlauf aus und erreichte Rang 7 über 400 Meter.
Mosegui ist auch heute (Stand: 15. Juni 2015) noch Inhaberin des uruguayischen Hallen-Landesrekords auf der 60-Meter-Strecke. Diesen stellte sie am 21. Januar 1989 in Oviedo auf, als sie eine Zeit von 7,83 Sekunden lief.

## Erfolge
- 2. Platz Juniorensüdamerikameisterschaften 1984 - 400 Meter
- 2. Platz Juniorensüdamerikameisterschaften 1985 - 400 Meter
- 1. Platz Südamerikaspiele 1986 - 4 × 100-m-Staffel + 4 × 400-m-Staffel
- 3. Platz Südamerikaspiele 1986 - 400 Meter
- 3. Platz Iberoamerikanische Meisterschaften 1990 - 4 × 100-m-Staffel + 4 × 400-m-Staffel

## Persönliche Bestleistungen
- 60 Meter: 7,83 Sekunden, 21. Januar 1989, Oviedo
- 400 Meter: 54,81 Sekunden, 22. November 1985, Santa Fe
- 800 Meter: 2:11,02 Minuten, 15. September 1985, Santiago[1]